# Cal Ferrer (Palau-saverdera)
Cal Ferrer és una obra del municipi de Palau-saverdera (Alt Empordà) inclosa en l'Inventari del Patrimoni Arquitectònic de Catalunya.

## Descripció
Situada al sud del nucli urbà de la població de Palau-saverdera, molt a prop de l'accés principal a la població des de la GI-610 i darrere l'església parroquial de Sant Joan.
Es tracta d'un edifici format per la casa i diversos cossos annexats, amb un petit pati a l'extrem nord-est de la finca. L'edifici principal és de planta rectangular, amb la coberta a dues vessants de teula i està distribuït en planta baixa i pis. A la banda sud hi ha adossat un cos rectangular amb una terrassa al nivell de la primera planta. La façana principal presenta un gran portal d'accés d'arc rebaixat a la planta baixa. Està bastit amb rajols i carreus de pedra ben desbastats als brancals. A cada costat hi ha una petita finestra bastida amb quatre carreus de pedra. Al pis hi ha tres balcons exempts, el central amb la llosana de pedra pissarra. Els tres finestrals de sortida estan emmarcats amb carreus de pedra. L'interior de l'edifici presenta, a la planta baixa, dues estances cobertes amb volta de canó, una de maó pla amb llunetes i l'altra arrebossada. La resta de la planta està coberta amb una successió d'arcades per aresta, bastides amb maons. Les estances estan comunicades amb portes rectangulars bastides amb lloses de pedra Les escales, de dos trams, d'accés al pis superior són de lloses de pissarra planes. En aquesta planta hi ha una gran sala central coberta amb un sostre embigat, que presenta una fornícula encastada a la paret, integrada dins d'un retaule profusament decorat, amb la imatge de la verge Immaculada. Destaquen les dues habitacions laterals, amb grans obertures decorades amb motllures de guix ornamentades i sostres decorats amb plafons de guix. El mobiliari de fusta treballada acompanya el conjunt. A la part posterior de la casa hi ha dos cossos adossats i el petit pati des del que s'accedeix a la primera planta de la casa. Els cossos posteriors presenten terrassa a la part superior a diferent nivell. El davanter presenta la porta i dues finestres d'arc rebaixat bastides amb maons. Al pati hi ha un pou i diverses piques i elements de pedra.
La construcció està arrebossada exteriorment, tot i que està bastida amb pedra sense desbastar.

## Història
L'actual edifici alberga una col·lecció privada abastant diferents àmbits de la vida rural, les feines agrícoles, especialment les relacionades amb l'olivera i el vi, col·leccions de vidres, ceràmiques, màquines úniques al món, armament antic i moltes altres troballes estrambòtiques que el propietari, Francesc Caussa ha anat recollint durant els últims 40 anys.
Una vegada a l'any s'obre al públic durant la celebració de la Fira del Paisatge, encara que també es pot concertar una visita amb el propietari.